# 전국순간경보시스템

전국순간경보시스템

전국순간경보시스템(일본어: 全国瞬時警報システム, 영어: J-Alert)은 일본의 재난경보 시스템. 소방청에서 관리한다. 내무성이나 기상청에서 전달해 준 속보를 소방청이 통신위성에다 쏘아올려 시정촌, 방재기관 등에 설치된 수신기에 전달되면 방재행정무선을 통해 주민들에게 전달되는 구조이다. 다만 위성통신이라 시스템 도입 비용이 비싸서 보급율이 30%를 못 넘고 있기 때문에 Em-Net을 통한 릴레이도 병행한다.

## Em-Net
행정전용망인 LGWAN에 단말기를 접속하여 비상 속보를 전달받는 네트워크. J-ALERT의 연동뿐만 아니라 중앙부처에서 내려주는 속보를 직접 받을 수 있다는 이점도 있다. 2009년 북한 미사일 시험때 상급 부처를 거치고 거쳐 소식을 받는 게 느리다는 걸 절감한 이후로 보급이 가속화되고 있다.

## 전달 속보

### 재난 속보
- 지진 정보
  - 긴급지진속보
  - 도카이 지진 관련 정보
- 지진해일 정보
- 화산 정보

### 기상 속보
- 재난 속보에서 다루지 않는 기상 정보

### 안보 속보
- 탄도 미사일 정보
- 공습 경보
- 게릴라 정보
- 테러 정보
- 기타 침공

## 참고 문헌
- 전국순간경보시스템 - librewiki (CC-BY)